# Imsterberg
Imsterberg is een gemeente in het district Imst van de Oostenrijkse deelstaat Tirol.
De gemeente Imsterberg bestaat uit meerdere woonkernen gelegen ten zuiden van Imst, aan de andere kant van de Inn. De grootste woonkern, Imsterau, ligt in de dalbodem. Verder horen ook de woonkernen Ried, Endsfeld, Höfle, Vorderspadegg en Hinterspadegg tot de gemeente. Oude veldnamen in Imsterberg wijzen op een reeds langdurige bewoning van het gebied. Kenmerkend voor Imsterberg zijn de kerk in late barokstijl en de vele daaromheen gelegen kapellen. De inwoners zijn werkzaam in de agrarische sector, in particuliere jeneverstokerijen (Schnaps) of in de waterkrachtcentrale Imst. De gemeente is door middel van het treinstation Imsterberg in de dorpskern Imsterau op de Arlbergspoorlijn aangesloten. Via de Landesstraße Imsterbergstraße (L248) is Imsterberg op de Inntal Autobahn (A12) aangesloten.